# 合従攻斉の戦い
合従攻斉の戦い（がっしょうこうせいのたたかい）は、紀元前284年から紀元前279年に発生した戦い。
燕の名将の楽毅が総大将となり、秦・趙・韓・魏の五国合従軍が斉に大勝した。その勢いに乗り、燕は斉の70余城を取った。しかし、6年経っても莒と即墨は落ちず、最終的には即墨の名将田単の反間の計によって、斉の70余城を取り戻した。

## 背景
戦国時代中期、斉は秦とともに東帝・西帝を名乗るほどに栄えていた。北の隣国で弱小国の燕では紀元前318年、燕王噲は国相の子之に譲位し、太子平との王位継承争いが起こった。斉の宣王は紀元前314年、燕の公子職（後の昭王）の援助を名目に、燕に侵攻し五十日で燕を破り、燕王噲と子之を殺した。しかし、斉軍は燕軍に焼かれ略奪された。燕国民が紛起し、各国も燕の救援ために出兵の準備を行っていた。そのため斉軍は撤退した。趙の武霊王は燕の内乱に応じて楽池を将として燕王噲の庶子である公子職を燕に送り、昭王として即位させた。昭王は即位後、賢士を招くため内政を改革し、産業を発展させ、父王の仇でもある斉に復讐する準備をしていた。紀元前301年、宣王が死に、子の湣王が即位した。斉軍は南の宋・楚や西の三晋（韓・魏・趙）に連年攻撃し、国力を消耗していった。昭王は斉を攻撃する機会をうかがっていたが、土地・人口や経済力では燕は斉に劣っているため、燕単独では斉に勝つことは不可能だった。この状況下で燕の将軍楽毅は他の国との関係を確立し、斉を孤立させるように提案した。斉は宋を滅ぼさせて、各国との関係を悪化させて合従軍をくみ、斉を滅ぼすという策略を燕昭王は採用した。
この為に、燕は斉に表面上に降伏し、蘇秦を斉に入国させて離間活動を行いつつ、湣王の信任を得た。斉は北方の燕との国境の警備を緩めた。紀元前288年10月、秦の昭襄王と斉王が同時に帝を名乗り同盟が結成された。蘇秦は湣王に斉と秦の盟約を破り、帝号を廃し、宋を滅ぼす機会を伺うように提言した。湣王は提言を聞き入れ、十二月に帝号を廃し、代わりに秦の昭襄王の帝号を廃し、他国に秦を攻撃するように求めた。。湣王は秦に勝利を納めたあと、宋を滅ぼすために出兵した。しかし、斉による宋の攻撃、滅亡は斉と秦・趙の関係だけでなく、韓・魏・楚にも大きな脅威と映るようになった。

## 済西の戦い
紀元前284年、燕の昭王は楽毅を上将軍として、燕・秦・韓・趙・魏の五国合従軍を統率させ斉を攻撃させた。斉の湣王は田觸を将とし斉の全軍を率いた。斉軍主力は済水を渡河した。両軍は済水の西で決戦を行った。斉軍の士気は連年の戦争により、低くかった。兵士に死戦を行わせるために、湣王は先祖の墓を掘って兵士を殺すと脅したが、さらに兵士の士気が低下した。その結果、合従軍が進攻した時田斉軍は一瞬で壊滅状態となるほどの惨敗を喫した。田觸は逃亡し、副将の田達は残兵を率いて王都の臨淄に撤退した。斉軍の主力が壊滅したあと、楽毅は秦、韓の両軍を帰還させ、魏軍は宋の地を攻め、趙軍は河間を占領、燕軍は斉軍を追撃した。
この時、楚の頃襄王は斉を救うことを名目に淖歯を送りこんだ。淖歯は莒の湣王を殺し、斉に占領されていた淮北を取った。
楽毅は臨淄を攻略後善政を敷き、軍事規律を肯定し、略奪を厳しく禁止、残酷な法律や過酷な税を廃止し、民衆の支持を集めた。その後、軍隊を分割して、斉軍を完全に排除し、斉国の占領を拡大した。燕軍はわずか6か月で斉の七十余りの城を占領し、莒と即墨の両城だけが残った。紀元前283年、斉の大臣王孫賈らが淖歯を殺し、湣王の子の田法章を擁立し、襄王として即位した。襄王らは莒で籠城し、燕軍に対して必死に抵抗した。即墨では将が戦死し、田単を将軍として燕軍の攻撃から城を堅守した。

## 即墨の戦い
即墨では、楽毅の返り討ちに遭い大夫が戦闘で死亡した。即墨の軍隊と民間人は、田単に抵抗するように導かれ、双方は数年間戦った。楽毅は攻撃せずに、即墨を包囲戦に持ち込んだ。即墨の兵士と民間人は、大夫の死後、斉の公族でもある田単を将軍に推薦し、燕軍に抵抗した。この即墨の攻防戦は、「即墨の戦い」と呼ばれた。
1年間、燕軍は莒と即墨を包囲したが、落ちなかったために楽毅は攻城戦に切り替えた。燕軍を城から撤退させ九里離れたところに砦を築くようにするよう命じた。3年後も、2城は占領されなかった。
紀元前279年、燕の昭王が死に、子の恵王が王位を継いだ。恵王は楽毅の事を太子時代から良く思っておらず、ここに付け込む隙があると見た田単は反間の計を用いた。燕に密偵を潜り込ませ、「即墨と莒は今すぐにでも落とすことが出来る。楽毅がそれをしないのは、斉の人民を手なずけて自ら斉王になる望みがあるからだ」と流言を流し、恵王の耳に入るようにした。恵王はこれを信じ、楽毅を解任し、代わりに騎劫を将軍として送った。このまま燕へ帰れば誅殺されると思った楽毅は、趙へ亡命した。騎劫は楽毅の戦略とは反対に、即墨への強制攻撃を命じた。しかし、斉の軍隊と民間人の抵抗が起きて、騎劫の攻撃は実を結ばなかった。
次に田単は城内の結束を促すよう考え、城内の者に食事のたびに家の庭で祖先を祭らせた。するとその供物を目当てに無数の鳥が集り、誰しも不気味な様子を怪しんだ。これを田単は「神の教えによるもの」と言い、「いずれ神の化身が現れて私の師となるであろう」と布告した。これを聞いたある兵士が「私が師になりましょうか」と冗談を言うと、田単は嘘と承知した上でその者を「神師」として強引に祭り上げ、自分はその指示に従うという姿勢を見せた。そして軍令の度にこの神の名を用いて人々を従わせた。
続いて「捕虜になると鼻そぎの刑に処されると恐れている」「城の中では城の外にある祖先の墓を荒らされないか恐れている」という偽情報を燕軍に流した。敵将・騎劫がその通りにして見せつけると、即墨の人々は燕軍への降伏を恐れ、祖先を辱められたことへの恨みから団結し、士気は大いに上がった。
城内の人々の状況から、いよいよ出撃の時期が訪れたと判断した田単は、まず城兵を慰撫した。
次に兵を隠して城壁を女子供や老人に守らせ、あたかも城内が困窮しているように装い、燕軍へ降伏の使者を派遣。更に即墨の富豪を介して燕の将軍に対し「降伏しても妻や財産などに手を出さないほしい」との安堵の約束と金を渡した。これらのことにより燕軍は勝利を喜び、油断を深めていった。
そこで田単は千頭の牛を用意し、鮮やかな装飾を施した布を被せ、角には刀剣、尻尾には松明をそれぞれ括り付け、夜中に城壁に開けておいた穴からこれを引き連れた。そして、たいまつに火をつけ尻を焼かれ怒り狂う牛を敵陣に放った。燕軍はその奇怪な姿の牛の突進に驚き、角の剣でことごとく刺し殺された。また、5千の兵もこれに続いて無言のまま猛攻をかけ、更に民衆も銅鑼や鐘などで天地を鳴動させるかのように打ち鳴らし、混乱を煽った。そのため、燕軍は大混乱に陥り、騎劫も討ち取られた。
田単はこの勢いに乗じ、占領されていた70余城全てを奪回した。
田単は首都の臨淄に戻ることができた斉の襄王に、功績を認められて、相国に任じられ夜邑に1万戸の加封を受け安平君に封じられた。

## 影響
斉は、秦とともに帝号を名乗った時期とは一転して、滅亡寸前の危機に陥った。田単の奮戦によって70余城を取り戻したが、過去のような威光は消え失せていた。燕に関しても全盛期から衰退期に変わった。これにより、時代は秦の1強国時代となり、六国は秦による併合に抵抗できずに飲み込まれていった。